# DéFI Jeunes
Les DéFI Jeunes sont une organisation de jeunesse politique belge reconnue par la Communauté française de Belgique. Ses membres sont âgés de 16 à 35 ans et ils constituent la principale occupation de l’organisation. C'est la section jeunes du parti politique DéFI.
En tant qu’organisation de jeunesse, les DéFI Jeunes ont pour objectif principal de former des C.R.A.C.S (des Citoyens Responsables Actifs Critiques et Solidaires).

## Histoire
Les Fédéralistes démocrates francophones ont créé en 1966 une organisation de jeunesse, les Jeunes FDF. Le 4 décembre 2015, les Jeunes FDF, réunis en Assemblée générale, votent à l’unanimité pour le changement de nom de leur association. Jeunes FDF devient alors DéFI Jeunes. Ce changement répond à la volonté d’être partie prenante des évolutions du parti DéFI. Jérôme De Mot est confirmé comme président et devient donc le premier président de DéFI Jeunes. Deborah Lorenzino, conseillère communale à Schaerbeek lui succède le 23 septembre 2016.

## Présidents
- 2024-       : Maxime Timmerman
- 2022-2024: Jean Kitenge[5];
- 2019-2022 : Antoine Couvreur[6];
- 2016-2019 : Déborah Lorenzino [4],[7];
- 2013-2016 : Jérôme De Mot[4];
- 2011-2013 : Patrick de Mûelenaere[8];
- 2009-2011 : Emmanuel De Bock[9];
- 2004-2009 : Samuel Servaes;
- 1998-2004 : Emmanuel De Bock;
- 1997-1998 : François Brancato;
- 1993-1994 : Caroline Persoons[10];
- 1983-1987 : Olivier Maingain.